# Oxylamia
Oxylamia es un género de escarabajos longicornios de la tribu Lamiini.

## Especies
Subgénero Cordoxylamia
- Oxylamia cordifer (Chevrolat, 1856)

Subgénero Oxylamia
- Oxylamia basilewskyi Breuning, 1975
- Oxylamia binigrovitticollis Breuning, 1969
- Oxylamia biplagiata (Breuning, 1935)
- Oxylamia flavoguttata (Breuning, 1935)
- Oxylamia fulvaster (Jordan, 1894)
- Oxylamia ochreostictica (Breuning, 1940)

Subgénero Pseudoxylamia
- Oxylamia tepahius (Dillon & Dillon, 1959)
- Oxylamia trianguligera (Aurivillius, 1917)